# Tage Eriksson
Tage Rickard Eriksson, född 30 mars 1926, död 7 juli 2017, var en svensk botaniker. Han disputerade 1967 vid Uppsala universitet, där han var professor i fysiologisk botanik. Han blev 1982 ledamot av Kungl. Vetenskapsakademien. Björkénska priset 1992.
Efter lantmannaskola och folkhögskola tog Tage Eriksson studentexamen och folkskollärarexamen 1954. Han arbetade en tid inom jordbruket och dess organisationer och som högstadielärare. Vid Uppsala universitet skrevs han in 1956. Där avlade han filosofisk ämbetsexamen 1958 och filosofie licentiatexamen 1962. Under fem somrar gjorde han fältundersökningar vid  era norrländska oreglerade älvar. Som ämne för doktorandstudierna i fysiologisk botanik valde han cell- och vävnadsodling från fröväxter. Eriksson disputerade den 24 maj 1967 på ett forskningsmaterial som utgjordes av cell- och vävnadskulturer från en växt hemmahörande i västra Nordamerikas ökenområde. Efter disputationen blev han docent i botanik och utnämndes 1978 till professor i detta ämne vid Uppsala universitet. Han har även varit gästprofessor i Kanada, USA, Tyskland och Japan. Under flera år var han prefekt vid Institutionen för fysiologisk botanik. Tage Eriksson var ledamot av Kungl. Vetenskapsakademien. Eriksson tillhörde Västmanlands-Dala nation i Uppsala.
Tage Erikssons forskningsområde var cell- och vävnadskulturer av fröväxter, där han var först i Norden. Han drog till sig många doktorander, gruppen växte snabbt och rönte stor internationell uppmärksamhet och fick efter hand en inriktning mot växtmolekylärbiologi. Eriksson var även agronomie hedersdoktor vid Kyoto Universitet och hedersdoktor vid Sveriges Lantbruksuniversitet samt invaldes 2004 i The Japan Academy.
Tage Eriksson promoverades som jubeldoktor den 24 maj 2017 vid Uppsala universitet.